# Cimetière de Saint-Paul à Tartu
Le cimetière de Saint-Paul (en estonien : Pauluse kalmistu) ou cimetière de Ropka-Tamme (en estonien : Ropka-Tamme kalmistu) est un cimetière de Tartu en Estonie. 

## Présentation
Le cimetière est accessible par la rue Võru tänav et la rue Kabeli tänav. 
Le cimetière a été consacré en 1913.
Le Cimetière Alexandre Nevski occupe actuellement le coin sud-est de cimetière de Saint-Paul.

## Inhumations notables
- August Ein
- Aleksander Elango
- Mart Elango
- Oskar Luts
- Adolf Mölder
- Eduard Oja
- Jüri Parijõgi
- Agu Põld
- Peeter Põld
- August Sarapuu
- Johannes Selliov
- Leevi Selliov
- Otto Tallinn
- Heino Viks
- Aksel Vooremaa
- Artur Alliksaar

## Galerie

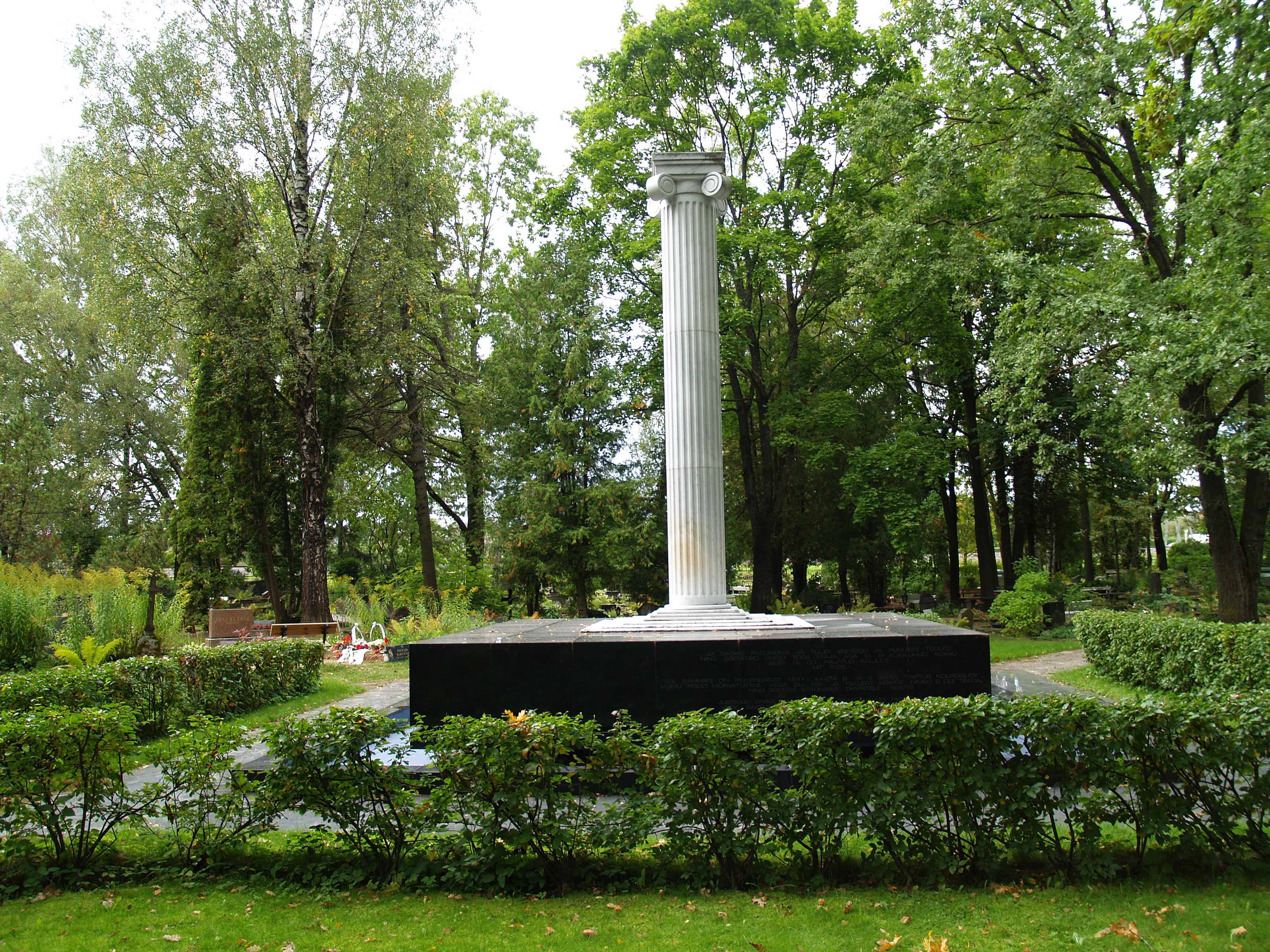
Tombe commune des victimes du terrorisme.
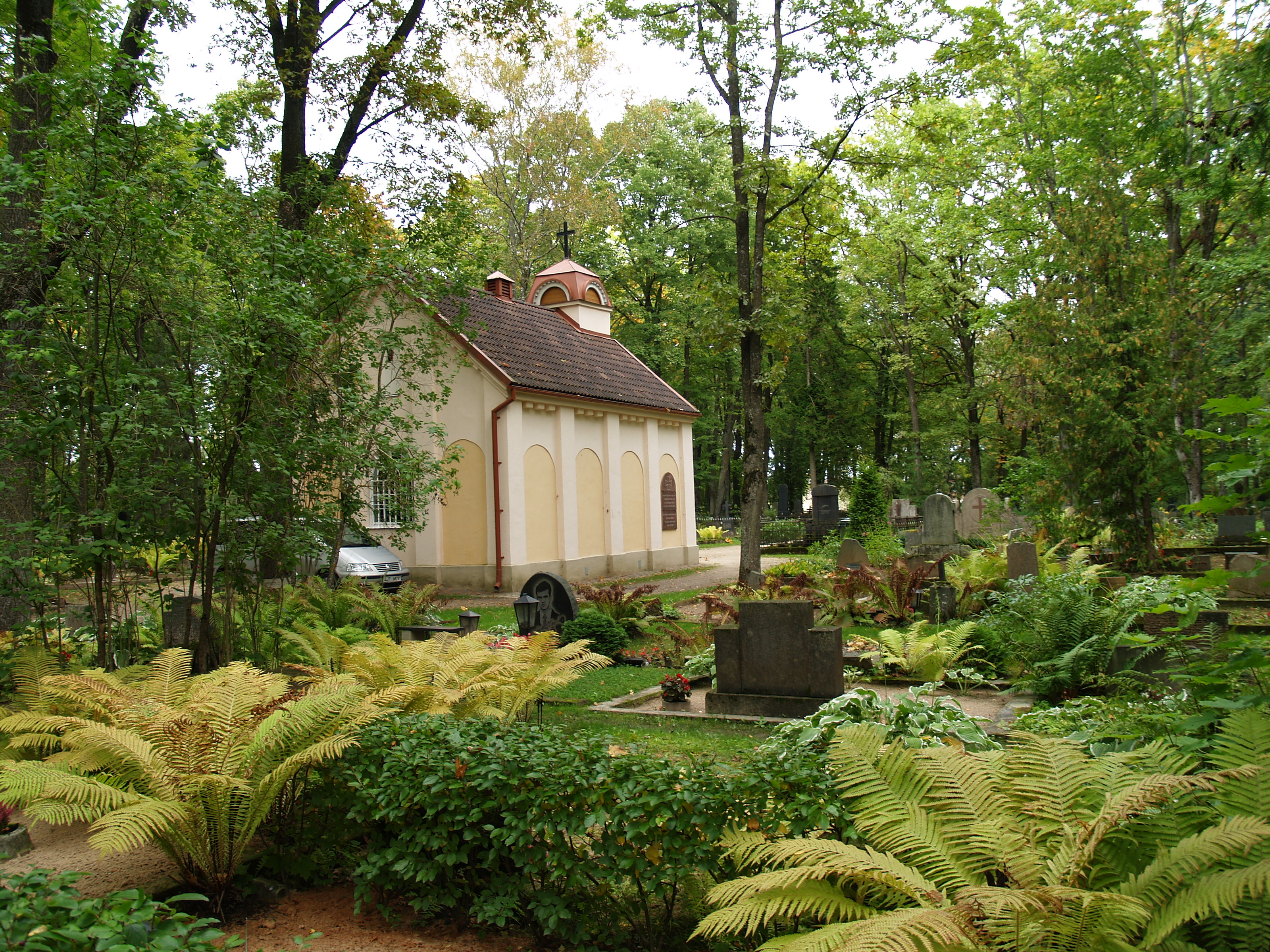
Chapelle funéraire.
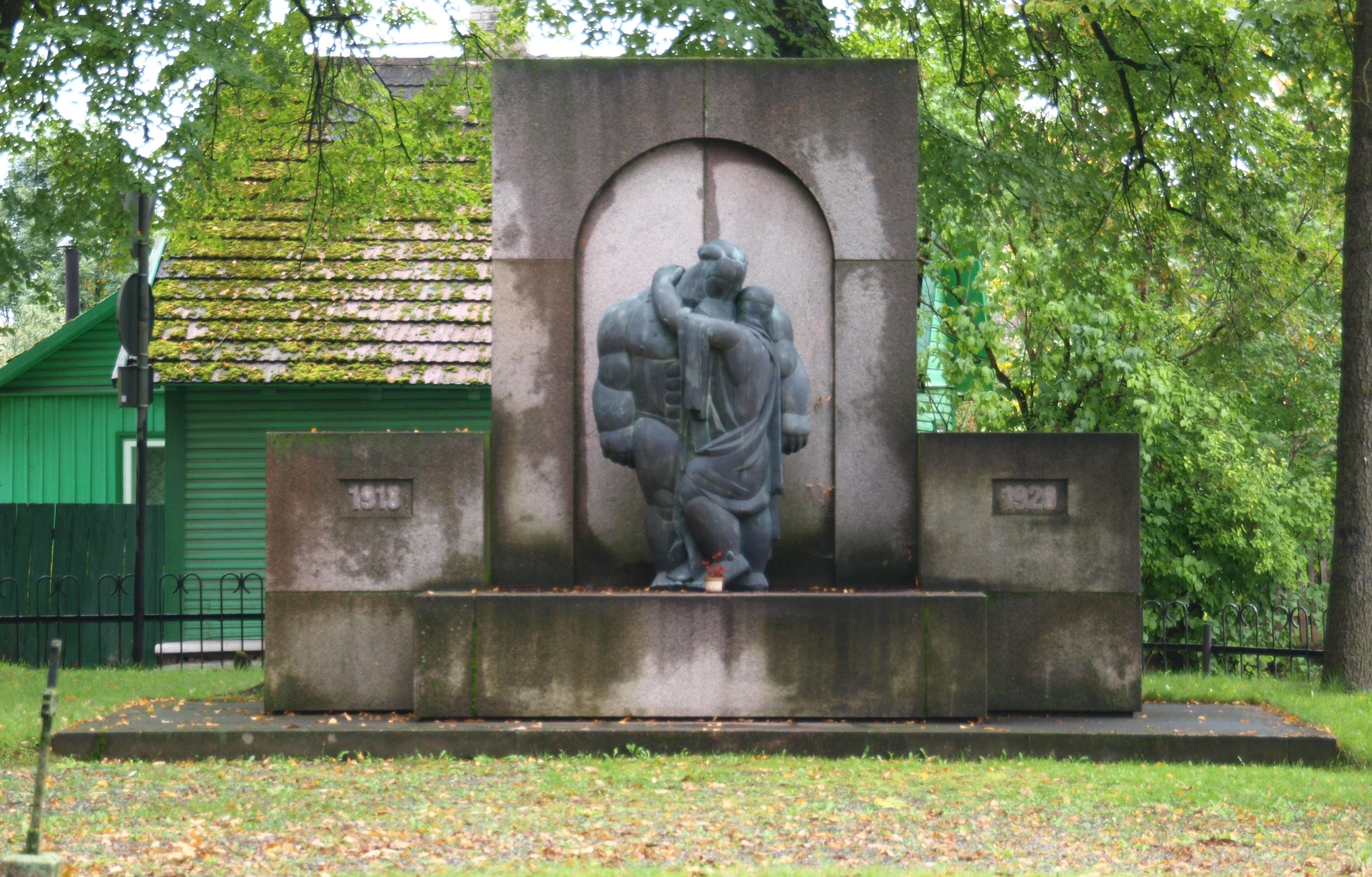
Mémorial de la guerre d'indépendance de l'Estonie.